# Mastigophorus
Mastigophorus is een geslacht van vlinders van de familie spinneruilen (Erebidae), uit de onderfamilie Herminiinae.

## Soorten
- M. augustus Schaus, 1916
- M. demissalis Möschler, 1890
- M. evadnealis Schaus, 1913
- M. jamaicalis Schaus, 1916
- M. majoralis Schaus, 1916
- M. marima Felder & Rogenhofer, 1875
- M. nomius Schaus, 1916
- M. parra Poey, 1832